# Palazzo Serristori
O Palazzo Serristori é un grande palácio de Florença, situado no Oltrarno, na zona de San Niccolò, entre a Piazza Demidoff e o homónimo Lungarno Serristori.

## História

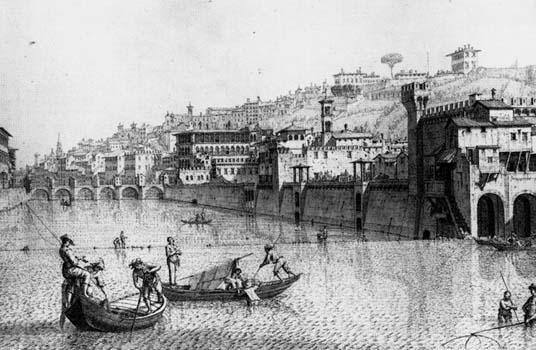
O lungarno visto da Ponte Vecchio numa gravura oitocentista; o Palazzo Serristori é o maior, vizinho à ponte.

A construção do edifício remonta a 1520-1522, quando o Bispo de Bitetto, Lorenzo Serristori, encomendou a residência numa zona vizinha aos açudes e moinhos da zona de Renai. O seu sobrinho Averardo, embaixador de Cosme I, mandou ampliá-lo e melhorá-lo, incluindo o grande jardim em direcção ao Arno. O cenográfico enfrentamento ao rio e o jardim ao lono da margem foram renovados, em 1803, pelo arquitecto Giuseppe Manetti, por encomenda do Senador Averardo, homónimo do precedente. Pouco depois foi criada uma fachada cenográfica face ao rio, através dum corredor suspenso que chrgava à Ponte alle Grazie, onde se encontrava uma construção pênsil panorâmica. A via era sugestivamente iluminada por lampiões a óleo.

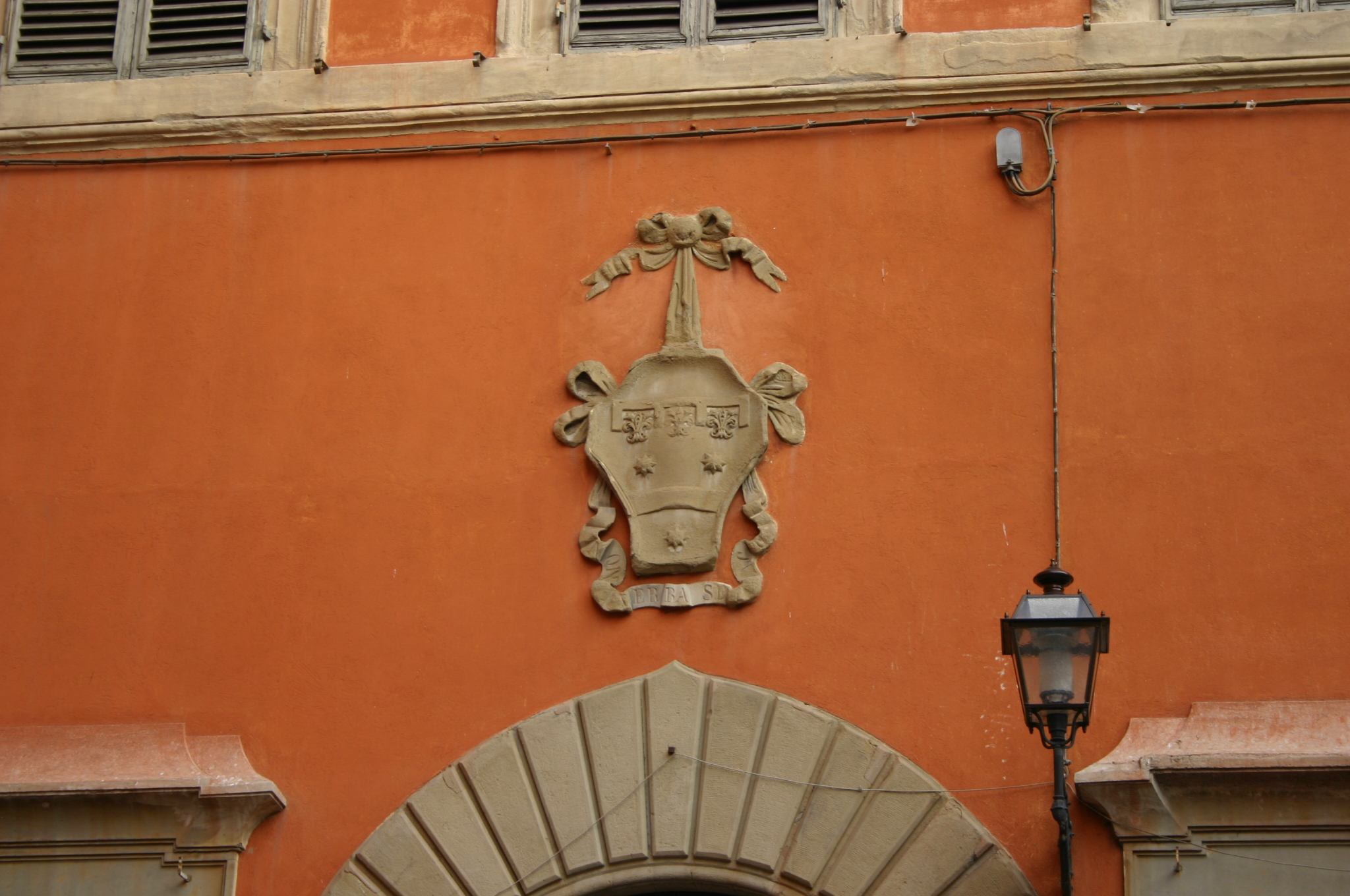
O Brasão Serristori.

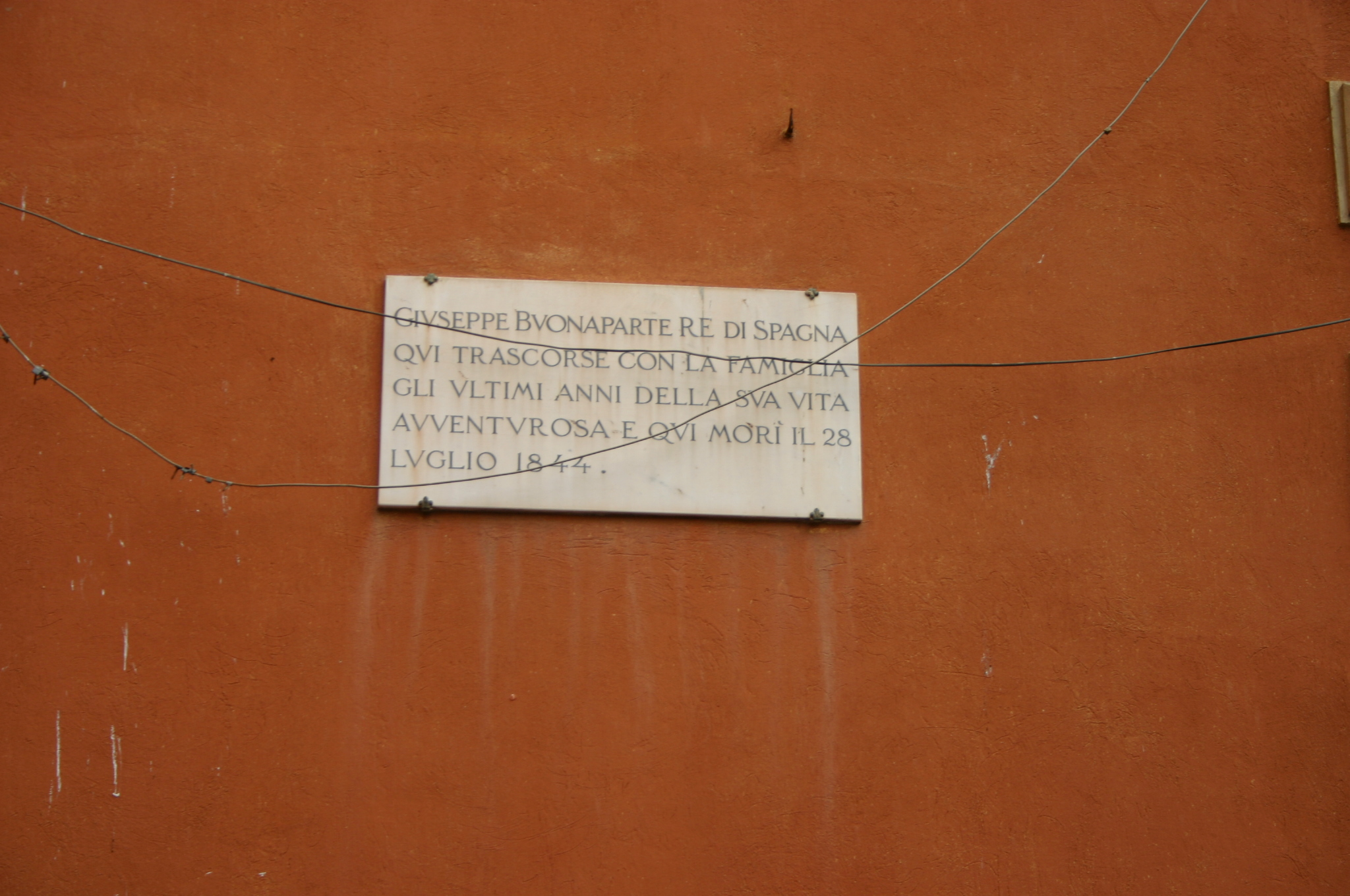
Placa a José Bonaparte.

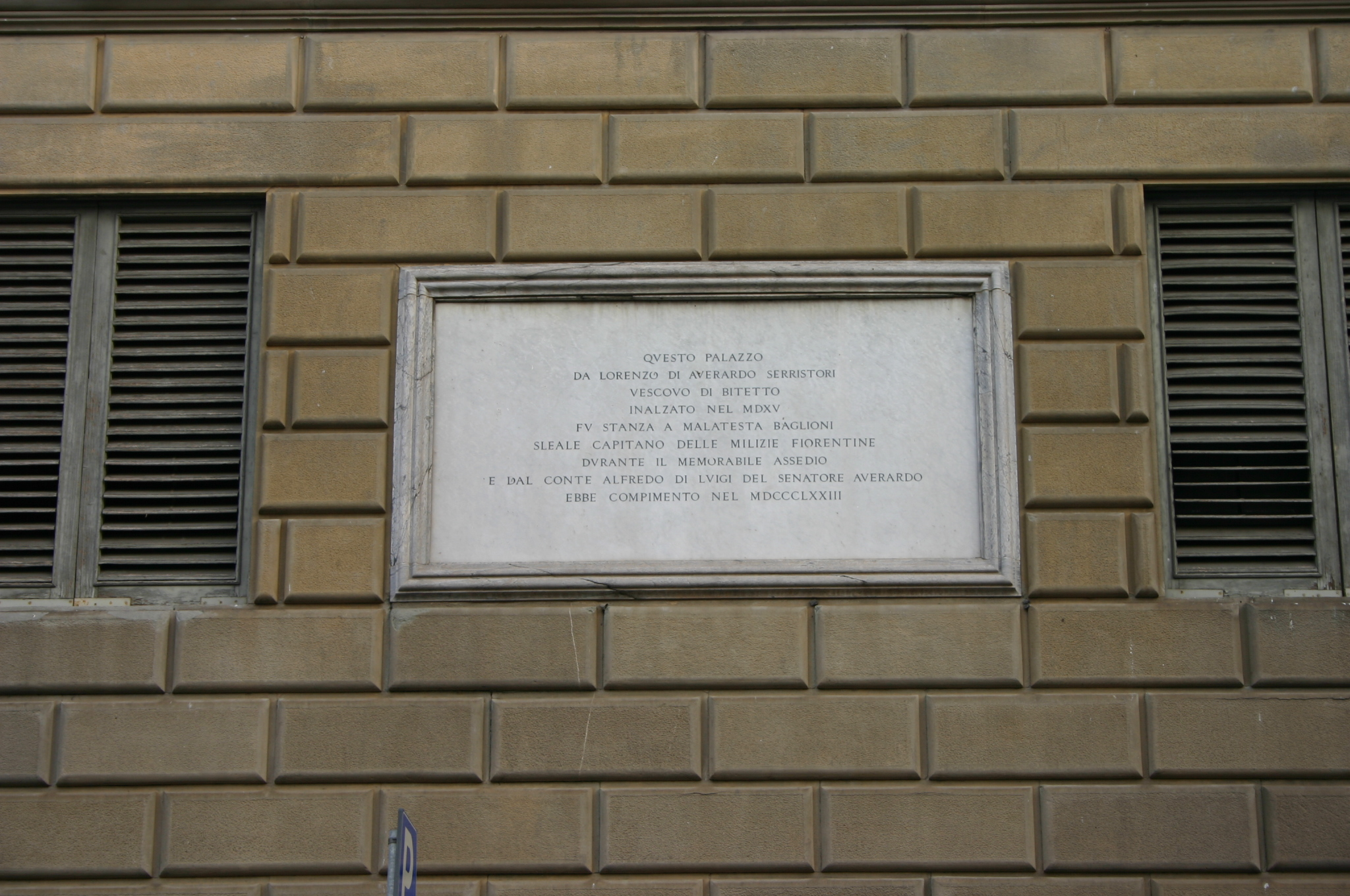
Placa a Lorenzo Serristori.

Em 1822 o palácio hospedou os Demidoff, que depois se estabeleceram no vizinho Palazzo Amici-Demidoff. Entre as personalidades hospedadas, uma placa recorda José Bonaparte, Rei de Espanha e irmão de Napoleão Bonaparte, que para aqui se transferiu com a família depois da Restauração, vindo a falecer no palácio no dia 28 de Julho de 1844. 
As demolições oitocentistas alteraram irreversivelmente a estrutura original. Em 1873 a abertura do Lungarno determinou a demolição da parte do palácio debruçada sobre o rio, a drástica redução do jardim, o seu afastamento da margem e a destruição da passagem pênsil que unia o palácio à Ponte alle Grazie. A reorganização do edifício foi entregue ao arquitecto Mariano Falciani, que ergueu a nova fachada no Lungarno e a perspectiva na Piazza Demidoff. Àquela época remonta, também, a reorganização de grande parte dos ambientes internos. 
Em 1884, com a morte de Alfredo Serristori, o palácio passou para o seu sobrinho Umberto, que fez do edifício um lugar de reunião da aristocracia florentina. Famoso era o cozinheiro do palácio, Alfredo Benucci, que havia estudado em Paris e tinha entrado na "nata" da alta cozinha europeia.
O palácio ainda pertence aos herdeiros dos Serristori.

## Arquitectura

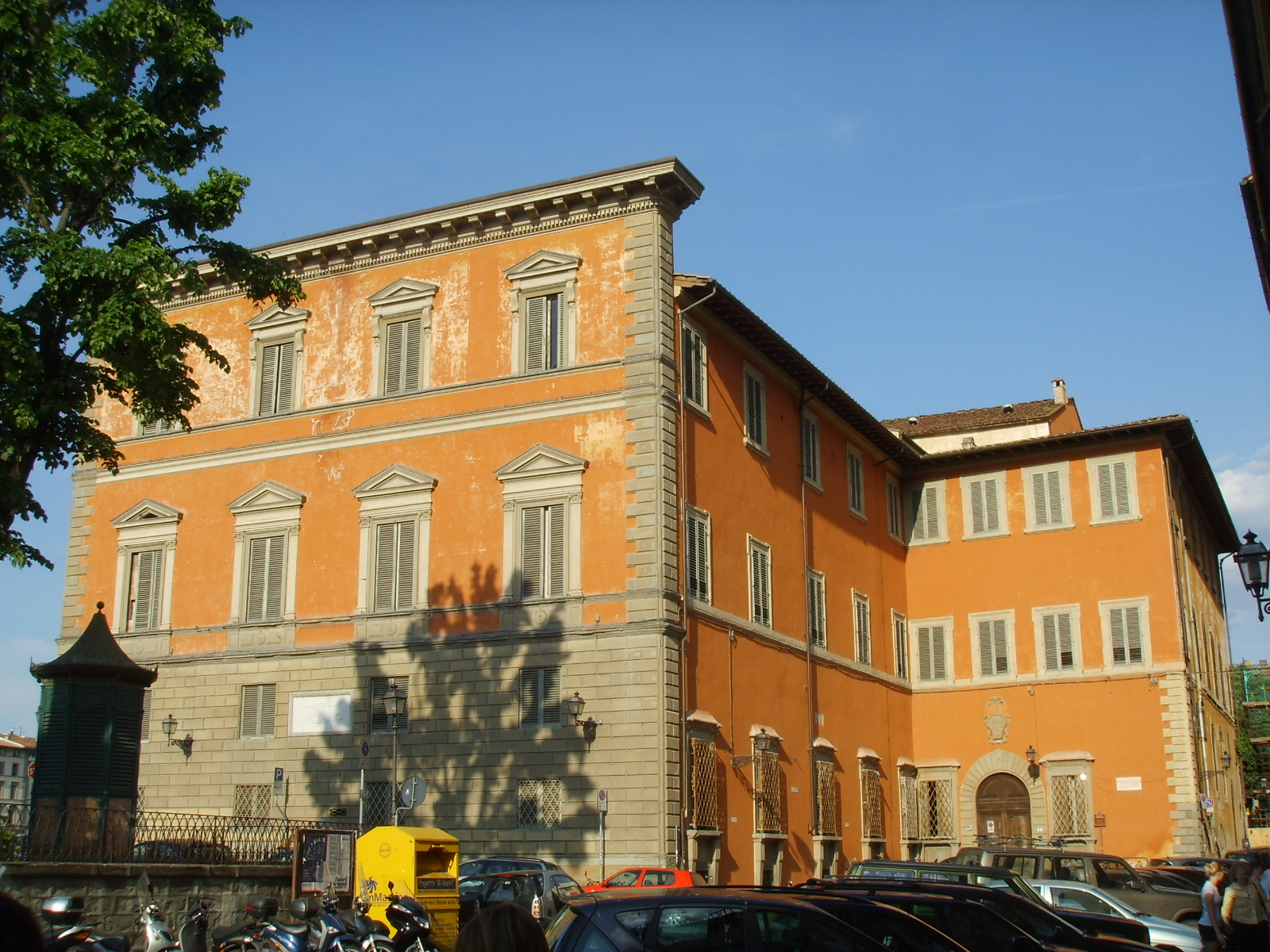
Vista posterior do Palazzo Serristori.

Do antigo palácio quinhentista conserva-se apenas a fachada com esquina para a Via dei Renai, onde se abre a entrada principal. O portal tipicamente florentino, com uma cornija em pietraforte com blocos orientados radialmente, é encimada pelo brasão dos Serristori. No piso térreo também se encontram sete "janelas ajoelhadas", que prosseguem sem interrupção pela aresta côncava. Sobre o escultório friso marca-piso encontra-se uma fila de janelas rectangulares emolduradas por linhas quebradas, enquanto no segundo andar as aberturas são mais simples. A fachada antiga é fechada pelo beiral saliente e pelo reforço do colmeado da aresta até ao primeiro andar. Rara para Florença é a cor avermelhada do reboco, normalmente branco ou ocre.
A parte oitocentista retoma o estilo do século XVI, exaltando as ordens de forma monumental. No lungarno a fachada dois corpos avançados laterais, no meio dos quais se emcontra o jardim actual. O primeiro andar um colmeado liso, enquanto no primeiro andar as aberturas rectangulares são substituídas por janelas neoclássicas com lesenas, capitéis, tímpanos rectangulares e balaústres em pedra, com frisos em estuque nas faixas dos marca-pisos. No segundo andar, as aberturas também são timpanadas, mas com volutas e sem a balaustrada em pedra. No lugar do beiral encontra-se uma solene cornija, mais elevada que o nível dos ambientes interiores, como se vê bem da Via dei Renai, quase como se se tratasse duma tela cenográfica.
O esquema arquitectónico repete-se na frente oeste, norte e este, variando apenas ao longo do Arno com duas varandas no piano nobile (andar nobre) dos corpos avançados.